# Обервальдський зоопарк
48°59′22″ пн. ш. 8°25′17″ сх. д. / 48.98946° пн. ш. 8.4213° сх. д.

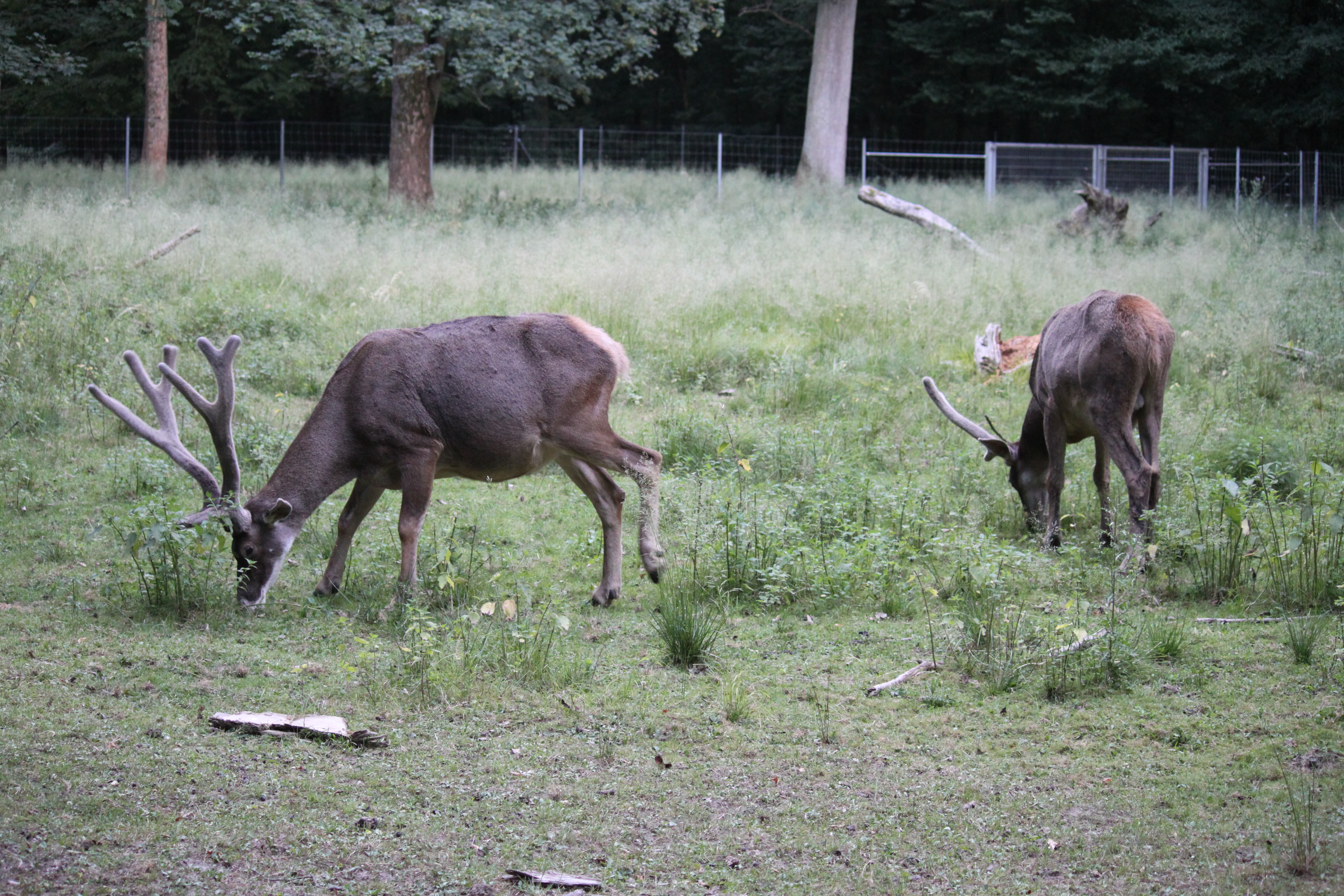
Олень біломордий в Обервальдському зоопарку

Обервальдський зоопарк (нім. Tierpark Oberwald) — філія зоопарку Карлсруе, є вільним для відвідування в рекреаційному лісі Обервальд, межує зі станцією Карлсруе-Головний на південному сході. 

Через Федеральну садову виставку в 1967 році довелося створити простір у міському саду, який став домівкою для більшості видів, що тут живуть. 
Тому в 1965 році їх почали переселяти на околицю міста в сусідній рекреаційний ліс. 

Стійкі до погодних умов дикі тварини з помірних і холодних зон живуть на 16 га, кожен у вуличних вольєрах площею кілька тисяч квадратних метрів із природним лісовим покриттям. 
До них належать великі групи копитних, такі як джейрани, бізони, коні Пржевальського та месопотамські лані, двогорбі верблюди, олень біломордий та снігові козли. 
Серед інших мешканців — бородаті та великі сірі сови. 
Тут також живуть дикі коти та інші дрібні хижаки у вольєрах, що відповідають виду. 